# ترا پرتا
ترا پرتا (تلفظ در پرتغالی: [ˈtɛʁɐ ˈpɾetɐ] که در زبان پرتغالی به معنای «خاک سیاه» است، با نام‌های «خاک تیره آمازونی» یا «خاک سیاه بومیان» نیز شناخته می‌شود، نوعی خاک بسیار تیره، حاصل‌خیز و پیامد انسان بر محیط زیست است که در حوضه آمازون یافت می‌شود. نام کامل آن در زبان پرتغالی به‌معنای «خاک سیاه بومی» یا «خاک سیاه سرخ‌پوستان» است. نوع دیگری از این خاک به نام ترا مولاتا یا «خاک مولاتو» وجود دارد که رنگ آن روشن‌تر یا قهوه‌ای‌فام است.

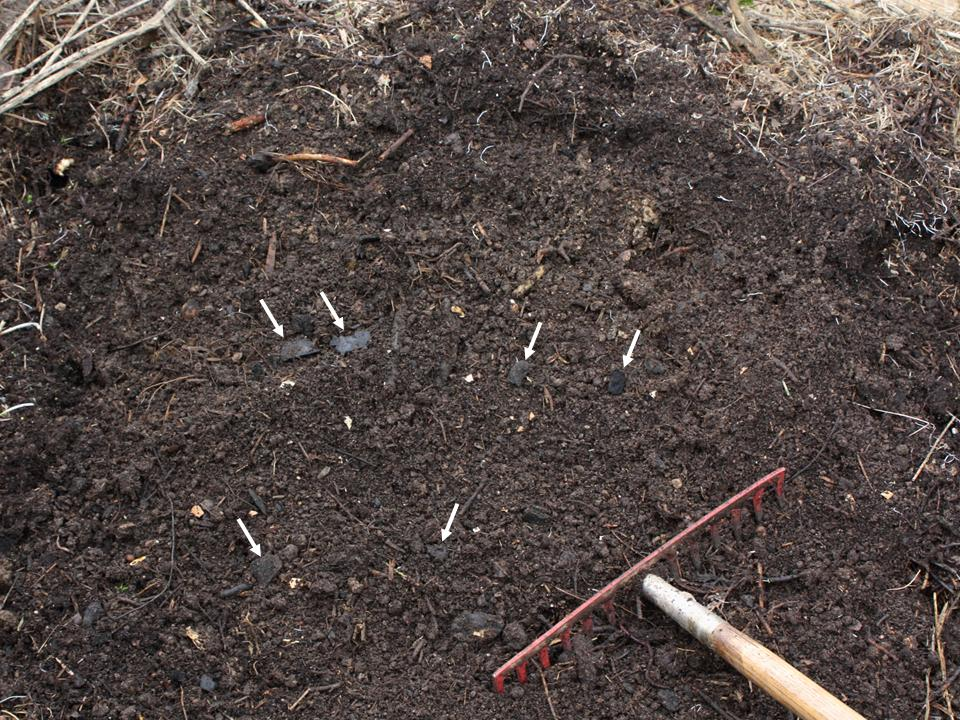
سفال‌های دست‌ساز، با تکه‌های زغال چوب که با فلش‌های سفید نشان داده شده‌اند

رنگ سیاهِ مشخصه خاک ترا پرتا ناشی از محتوای زغالِ کهنه آن است، و با افزودن مخلوطی از زغال، استخوان، سفال شکسته، کمپوست و کود به خاک کم حاصلخیز آمازون ساخته شده است. این زغال که حاصل مدیریت خاک بومیان آمازون و کشاورزی به روش بریدن و زغال کردن است، پایدار است و هزاران سال در خاک باقی می‌ماند و مواد معدنی و مغذی را به هم متصل و حفظ می‌کند.
خاک ترا پرتا با حضور بقایای زغال در دمای پایین به‌صورت غلیظ، مقدار زیادی قطعات ریز سفال، مواد آلی همچون بقایای گیاهی، مدفوعحیوانی، استخوان‌های ماهی و جانوران، و سایر مواد، همچنین عناصر غذایی نظیر نیتروژن، فسفر، کلسیم، روی و منگنز شناخته می‌شود. خاک‌های حاصلخیزی مانند ترا پرتا دارای سطوح بالایی از میکروبهای میکروارگانیسمی و ویژگی‌های خاص دیگری در درون اکوسیستم معین هستند.
مناطق دارای خاک ترا پرتا معمولاً با ترا کومون، به‌معنای «خاک معمولی» احاطه شده‌اند؛ این خاک‌ها، خاک‌هایی کم‌بازده هستند که عمدتاً از نوع آکری‌سول، و همچنین فِرال‌سول و آرنوسول می‌باشند. خاک‌های قابل‌کشت در نواحی جنگل‌زدایی‌شدهٔ آمازون، تنها برای مدت کوتاهی بارور باقی می‌مانند، پیش از آنکه مواد مغذی آن‌ها مصرف شده یا در اثر باران یا سیلاب شسته شوند. این وضعیت کشاورزان را وادار می‌کند تا به مناطق نسوخته مهاجرت کرده و با آتش‌سوزی، زمین جدیدی را پاک‌سازی کنند. ترا پرتا به دلیل غلظت بالای زغال، زیست‌توده میکروبی و مواد آلی، کمتر در معرض آبشویی مواد مغذی قرار دارد. این ترکیب، عناصر غذایی، مواد معدنی و میکروارگانیسم‌ها را در خود انباشته کرده و در برابر شسته‌شدن مقاومت می‌کند.
خاک‌های تراپریتا توسط جوامع کشاورزی بین ۴۵۰ سال پیش ایجاد شده‌اند. پیش از میلاد و ۹۵۰ میلادی CE.  عمق خاک می‌تواند به ۲ متر (۶٫۶ فوت) برسد. . گزارش شده است که با سرعت ۱ سانتیمتر (۰٫۴ اینچ)

## تاریخچه

### نظریه‌های اولیه
ریشه‌های خاک‌های تیره آمازون برای مهاجران بعدی بلافاصله مشخص نبود. یک ایده این بود که آنها ناشی از ریزش خاکستر آتشفشان‌ها در رشته‌کوه آند هستند، زیرا بیشتر در پیشانی تراس‌های مرتفع‌تر رخ می‌دهند. نظریه دیگری تشکیل آن را نتیجه رسوب‌گذاری در دریاچه‌های ترشیاری یا برکه‌های اخیر می‌دانست.

### ریشه‌های انسانی
خاک‌هایی با محتوای زغال زیاد و وجود رایج بقایای سفال می‌توانند به‌طور تصادفی در نزدیکی محل سکونت، در اثر انباشته شدن بقایای آماده‌سازی غذا، آتش‌های پخت‌وپز، استخوان‌های حیوانات و ماهی‌ها، سفال‌های شکسته و غیره، تجمع یابند. اکنون تصور می‌شود که بسیاری از ساختارهای خاکی تراریخته زیر زباله‌های آشپزخانه شکل گرفته‌اند، و همچنین عمداً در مقیاس‌های بزرگتر ساخته شده‌اند. به مناطق کشاورزی اطراف مناطق مسکونی ، زمین‌های کشاورزی گفته می‌شود. خاک‌های ترا مولاتا حاصلخیزتر از خاک‌های اطراف هستند اما از خاک‌های ترا پرتا حاصلخیزی کمتری دارند و به احتمال زیاد عمداً با استفاده از زغال چوب بهبود یافته‌اند.

### میکروارگانیسم‌ها و حیوانات
کرم خاکی مهاجر (از راسته کم‌تاران و خانواده Glossoscolecidae) زغال را می‌بلعد و آن را به‌صورت پودر شده با خاک معدنی ترکیب می‌کند. به‌طور گسترده‌ای در منطقه آمازون پراکنده است و به‌ویژه در زمین‌های پاک‌سازی‌شده پس از بریدن و سوزاندن دیده می‌شود، چرا که به مقدار کم مواد آلی در خاک مقاوم است. این ویژگی، عنصری اساسی در تولید خاک ترا پرتا به‌شمار می‌رود و با دانش کشاورزی‌ای مرتبط است که شامل لایه‌لایه کردن زغال به‌صورت نازک و منظم است؛ امری که دفن آن را تسهیل می‌کند.